# Mięsny jeż

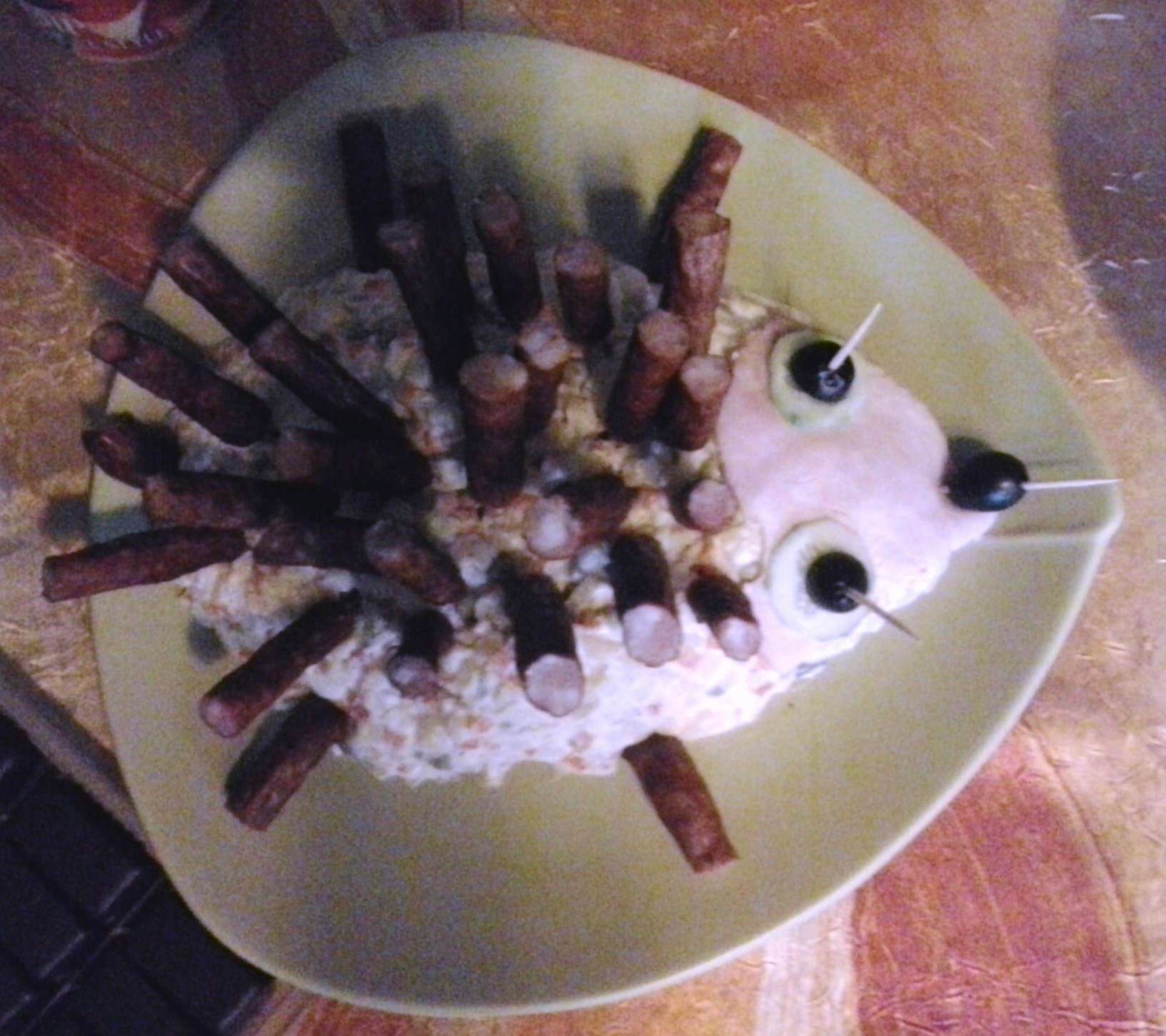
Mięsny jeż

Mięsny jeż – mem internetowy, przedstawiający potrawę składającą się z wędlin i parówek ułożonych w kształt jeża. Potrawa została podana przez bohaterkę programu telewizyjnego Pamiętniki z wakacji. Inny bohater programu, wypowiadając się na temat dania, zaczął śpiewać: „Mięsny jeż, mięsny jeż, ty go zjesz, ty go zjesz”.

## Historia
Potrawa została przedstawiona po raz pierwszy w 22. odcinku programu Pamiętniki z wakacji z 2012 roku w hotelu „Vistaflor” w Maspalomas na Gran Canarii. Danie zostało zaprezentowane przez postać Beaty graną przez Katarzynę Malinowską. Potrawa została przygotowana w celu pogodzenia się z rodzicami jej męża Henia (granego przez Piotra Wańkę).
Temat zyskał popularność w Internecie, poprzez kiczowatość i komizm sytuacji, w której postacie zaczęły śpiewać piosenkę związaną z tym specyficznym daniem. Powstało wiele filmów, piosenek i obrazów związanych z mięsnym jeżem, a samo określenie stało się synonimem czegoś, czego nie da się zjeść.

## Nawiązania w popkulturze
- 8 maja 2012 CeZik stworzył przeróbkę piosenki z programu pod tytułem „Bende Go Zjad!”. Przerobiona piosenka została opublikowana na platformie YouTube[4][8].
- W polskim tłumaczeniu Diablo III pojawia się potwór nazwany „Mięsny Jeż”[9].